# پریفینیوم برمید
پریفینیوم برمید (انگلیسی: Prifinium bromide)یک ترکیب شیمیایی است که به دلیل پایداری بالا به عنوان کاتالیزور در صنعت های مختلف استفاده می‌شود. پریفینیوم برمید همچنین یک داروی ضد موسکارینی است.